# Laudakia sacra
Laudakia sacra es una especie de iguanios de la familia Agamidae.

## Distribución geográfica yhábitat
Es endémica de los montanos del centro del Tíbet. Su rango altitudinal oscila entre 3000 y 4000 m s. n. m..